# Deromfjellet
Das Deromfjellet (russisch Гора Арсеньева Gora Arsenjewa) ist ein 2501 m hoher Berg im ostantarktischen Königin-Maud-Land. Im Zentrum des Gebirges Sør Rondane ist er die nordöstlichste Erhebung der Walnumfjella.
Wissenschaftler des Norwegischen Polarinstituts benannten ihn 1973 nach Guido Derom (1923–2005), Leiter der von 1959 bis 1961 durchgeführten belgischen Antarktisexpedition. Der Namensgeber der russischen Benennung ist nicht überliefert.